# Outer Wilds
Outer Wilds é um jogo eletrônico independente de ação-aventura e exploração em mundo aberto. No jogo, o protagonista se encontra em um sistema solar com apenas 22 minutos para explorá-lo antes que o sol local se torne uma supernova e o mate; o jogador repete continuamente esse ciclo de 22 minutos aprendendo detalhes que podem ajudar a alterar o resultado em jogadas posteriores. O jogo não possui um sistema de progressão ou árvore de habilidades, sendo possível zerar em 22 minutos ou 20 horas. O jogo ganhou o Seumas McNally Grand Prize e Excelência em Design no Independent Games Festival Awards de 2015. Foi originalmente desenvolvido pela Team Outer Wilds, mas agora foi desenvolvido pelo estúdio Mobius Digital do ator Masi Oka, com os membros da Team Outer Wilds sendo contratados no estúdio. Foi lançado em maio de 2019 para Microsoft Windows e Xbox One e em outubro de 2019 para PlayStation 4.
Foi indicado em três categorias no The Game Awards 2019, sendo elas "Melhor Direção de Jogo", "Melhor Jogo Independente" e "Melhor Estreia Independente".
No dia 28 de setembro de 2021, o jogo ganhou uma expansão paga de conteúdo adicional, a DLC Echoes of the Eye, que incluiu uma narrativa paralela em relação à história principal.

## Recepção
Outer Wilds recebeu avaliações "geralmente favoráveis", de acordo com o agregador de resenhas Metacritic. No Independent Games Festival, patrocinado pela Game Developers Conference 2015, Outer Wilds venceu o Seumas McNally Grand Prize e na categoria "Excelência em Design". Ele recebeu uma menção honrosa nas categorias "Excelência em Narrativa" e "Nuovo Award".
O jogo foi listado como um dos melhores jogos de 2019 pela The New Yorker e The Washington Post, e foi premiado como "Melhor Jogo de Aventura" pela IGN & PC Gamer. Foi premiado como Jogo do Ano pela Polygon, Eurogamer, The Guardian e Giant Bomb. Além disso, ele recebeu três prêmios na British Academy Games Awards 2020, sendo eles: "Melhor Jogo", "Design de Jogo" e "Propriedade Original".
Tanto a Polygon, quanto a Paste, consideraram Outer Wilds como um dos melhores jogos da década de 2010.

### Prêmios e indicações
| Ano  | Premiação                          | Categoria                                     | Resultado | Ref.                 |
| ---- | ---------------------------------- | --------------------------------------------- | --------- | -------------------- |
| 2015 | Independent Games Festival Awards  | Seumas McNally Grand Prize                    | Venceu    | [ 4 ]                |
| 2015 | Independent Games Festival Awards  | Excelência em Design                          | Venceu    | [ 4 ]                |
| 2018 | Game Critics Awards                | Melhor Jogo Independente                      | Indicado  | [ 18 ]               |
| 2019 | Golden Joystick Awards             | Melhor Narrativa                              | Indicado  | [ 19 ] [ 20 ] [ 21 ] |
| 2019 | Golden Joystick Awards             | Melhor Design Visual                          | Indicado  | [ 19 ] [ 20 ] [ 21 ] |
| 2019 | Golden Joystick Awards             | Melhor Jogo Indie                             | Venceu    | [ 19 ] [ 20 ] [ 21 ] |
| 2019 | Golden Joystick Awards             | Melhor Áudio                                  | Indicado  | [ 19 ] [ 20 ] [ 21 ] |
| 2019 | Golden Joystick Awards             | Jogo de Xbox do Ano                           | Indicado  | [ 19 ] [ 20 ] [ 21 ] |
| 2019 | Golden Joystick Awards             | Ultimate Jogo do Ano                          | Indicado  | [ 19 ] [ 20 ] [ 21 ] |
| 2019 | The Game Awards 2019               | Melhor Direção do Jogo                        | Indicado  | [ 22 ]               |
| 2019 | The Game Awards 2019               | Melhor Jogo Independente                      | Indicado  | [ 22 ]               |
| 2019 | The Game Awards 2019               | Melhor Estreia Independente (Mobius Digital)  | Indicado  | [ 22 ]               |
| 2020 | New York Game Awards               | Big Apple Award para Melhor Jogo Independente | Indicado  | [ 23 ] [ 24 ]        |
| 2020 | New York Game Awards               | Statue of Liberty Award para Melhor Mundo     | Venceu    | [ 23 ] [ 24 ]        |
| 2020 | D.I.C.E. Awards 2020               | Jogo do Ano                                   | Indicado  | [ 25 ]               |
| 2020 | D.I.C.E. Awards 2020               | Excelência em Design de Jogo                  | Indicado  | [ 25 ]               |
| 2020 | D.I.C.E. Awards 2020               | Excelência em Direção de Jogo                 | Indicado  | [ 25 ]               |
| 2020 | D.I.C.E. Awards 2020               | Excelência em História                        | Indicado  | [ 25 ]               |
| 2020 | NAVGTR Awards                      | Design de Personagens                         | Indicado  | [ 26 ]               |
| 2020 | NAVGTR Awards                      | Melhor Jogo de Aventura Original              | Indicado  | [ 26 ]               |
| 2020 | Pégases Awards 2020                | Melhor Jogo Indie Internacional               | Venceu    | [ 27 ] [ 28 ]        |
| 2020 | Game Developers Choice Awards 2020 | Jogo do Ano                                   | Indicado  | [ 29 ]               |
| 2020 | Game Developers Choice Awards 2020 | Melhor Estreia (Mobius Digital)               | Indicado  | [ 29 ]               |
| 2020 | Game Developers Choice Awards 2020 | Melhor Design                                 | Indicado  | [ 29 ]               |
| 2020 | Game Developers Choice Awards 2020 | Prêmio de Inovação                            | Indicado  | [ 29 ]               |
| 2020 | Game Developers Choice Awards 2020 | Melhor Narrativa                              | Indicado  | [ 29 ]               |
| 2020 | SXSW Gaming Awards                 | Excelência em Design                          | Indicado  | [ 30 ]               |
| 2020 | SXSW Gaming Awards                 | Excelência em Trilha Sonora                   | Indicado  | [ 30 ]               |
| 2020 | SXSW Gaming Awards                 | Excelência em Narrativa                       | Indicado  | [ 30 ]               |
| 2020 | British Academy Games Awards       | Melhor Jogo                                   | Venceu    | [ 31 ] [ 15 ]        |
| 2020 | British Academy Games Awards       | Design de Jogo                                | Venceu    | [ 31 ] [ 15 ]        |
| 2020 | British Academy Games Awards       | Música                                        | Indicado  | [ 31 ] [ 15 ]        |
| 2020 | British Academy Games Awards       | Narrativa                                     | Indicado  | [ 31 ] [ 15 ]        |
| 2020 | British Academy Games Awards       | Propriedade Original                          | Venceu    | [ 31 ] [ 15 ]        |
| 2020 | G.A.N.G. Awards                    | Melhor Música em um Jogo Independente         | Indicado  | [ 32 ] [ 33 ]        |
| 2020 | G.A.N.G. Awards                    | Melhor Trilha Sonora Interativa               | Indicado  | [ 32 ] [ 33 ]        |
| 2020 | 2020 Nebula Awards                 | Melhor Escrita                                | Indicado  | [ 34 ]               |

## Ligações Externas
- Outer Wilds